# Shōjo

Trang bìa của một trong những tạp chí shōjo ra đời sớm nhất, Shōjo Sekai, xuất bản ngày 1 tháng 7 năm 1908 bởi Hakubunkan.

Shōjo, shojo hay shoujo (Tiếng Nhật:少女 - thiếu nữ) là một từ tiếng Nhật bắt nguồn từ một cách biểu đạt trong tiếng Trung bằng cùng các ký tự như vậy. Từ này có nghĩa đen gần tương đương với từ "thiếu nữ" hay "nữ vị thành niên" trong tiếng Việt, dành riêng để chỉ những người nữ giới trong độ tuổi từ 7 đến 18 tuổi. Shōjo có thể được dịch nôm na sang tiếng Việt là "cô gái".
Từ ghép kanji 少女 cũng có thể được phát âm là otome, mặc dù từ otome (có nghĩa là "trinh nữ") thường được viết bằng kanji là 乙女.